# Christian Kinder
Christian Kinder (* 29. Mai 1897 in Plön; † 30. April 1972 in Hamburg) war ein deutscher Jurist und Konsistorialrat der Evangelisch-Lutherischen Landeskirche Schleswig-Holsteins. Er war NSDAP-Mitglied, Mitbegründer des antisemitischen Instituts zur Erforschung und Beseitigung des jüdischen Einflusses auf das deutsche kirchliche Leben und zeitweilig Reichsleiter der Deutschen Christen.

## Leben und Wirken
Kinder war ein Sohn des Bürgermeisters Johannes Kinder und dessen Ehefrau Anna Gude Charlotte Clausen (* 25. Dezember 1861 in Glückstadt; † 9. August 1940 in Plön). Er hatte fünf Schwestern und drei Brüder, darunter den Bildhauer Johann Christian (* 8. August 1890; † 24. Dezember 1969).
Kinder studierte Rechtswissenschaften und promovierte zum Doktor der Jurisprudenz. Im Jahr 1925 wurde er Kirchenjurist in der Evangelisch-Lutherischen Landeskirche Schleswig-Holsteins; zum 1. August 1932 trat er der NSDAP bei (Mitgliedsnummer 1.273.549).
Schon frühzeitig ergriff Kinder Partei für die Kirchenbewegung der Deutschen Christen (DC) und war zwischen September 1933 und Juni 1935 ihr Reichsleiter. In diese Zeit fiel auch die zweite Reichstagung der DC in Berlin vom 21. bis 23. September 1934, bei der die Oberkirchenräte Birnbaum und Langmann die Grundsatzreferate hielten und die mit der Einführung des Reichsbischofs Ludwig Müller in sein Amt schloss.
Über seine Rolle bei den DC schrieb Kinder 1964:
„Nach den Kirchenwahlen (sc. Mitte Juli 1933) wurde ich Mitglied der DC; damit kam ich sofort in engere Verbindung zu deren Leitung. Über vielerlei Maßnahmen der DC-Führung gab es interne Auseinandersetzungen, die ihren Höhepunkt erreichten aus Anlaß der berüchtigten Sportpalast-Kundgebung unter dem Berliner Studienrat Krause im September 1933. Als Oppositionsführer traten hier die Schleswig-Holsteiner – Kons.-Rat Christiansen und ich – scharf hervor gegen die in dieser Kundgebung offenkundig gewordene Verletzung aller Rechtgläubigen. Die Folge war der Rücktritt des Reichsleiters Hossenfelder und meine Wahl zum Leiter. Ich nahm die Wahl an, nachdem meine Kieler Kirchenbehörde dies ausdrücklich genehmigt und mir für die Dauer dieser Tätigkeit Urlaub erteilt hatte. Aus letzterer Tatsache mag ersichtlich sein, daß ich von vornherein nicht an eine längere Dauer dieses Auftrags gedacht habe. Ich war Mitglied der DC geworden, weil ich davon überzeugt war, daß Zeit und Möglichkeit zur Bildung einer luth. Reichskirche gegeben seien. Weiter war ich davon überzeugt, daß der neue Staat nur Bestand haben könne, wenn das Evangelium überall in Kraft stünde. … Das waren die Gründe, die mich veranlaßten, im Dezember 1933 die Leitung der DC zu übernehmen. Wenn ich die Leitung im Juni 1935 schon wieder abgab, so hatte dies seinen wesentlichen Grund darin, daß alle meine Bemühungen um die Herbeiführung des innerkirchlichen Friedens, trotz weitgehendster Angebote, nicht zum Ziel führten. Der Kirchenstreit mußte ja gerade die antikirchlichen Kreise auf den Plan rufen. Bei der Unversöhnlichkeit der BK sah ich um der Kirche willen schließlich nur noch eine Möglichkeit, das Banner der DC einzuziehen, um damit den Kirchenstreit aus der Öffentlichkeit herauszunehmen. … Sobald sich die Gewißheit deutlich machte, daß ein Kirchenminister tatsächlich berufen wurde – es war Reichsminister Kerrl –, und vor allem, als sich zeigte, daß Minister Kerrl dem Reichsbischof die wesentlichen Befugnisse nehmen und einem Gremium übertragen würde, das das Vertrauen auch der BK haben würde, bestand neue Hoffnung um die Befriedung der evangelischen Kirche. (Es war dies der unter Generalsuperintendent Zöllner zusammengetretene Reichskirchenausschuß.) Zugleich aber glaubte ich recht zu sehen, daß die DC als Bewegung vieler ihrer Aufgaben damit auch entledigt seien. Ihnen blieb noch die christliche Aufgabe im Gemeindeleben der Kirchengemeinden. … Damit trat ich im Juni 1935 von der Leitung der DC zurück. In den meisten Gauen lösten sich die DC-Gruppen der von mir geleiteten Bewegung auf. Im übrigen ging die Entwicklung dann doch andere Wege. Die nationalkirchlichen Kreise in Thüringen bemühten sich, sich in die Nachfolge der ursprünglichen Reichsbewegung DC hineinzuspielen. Sie gerieten aber, was ich immer zu vermeiden suchte, stark in die Abhängigkeit des Staates, vor allem des Kirchenministers, und vertraten Thesen, die die Glaubenshaltung der Kirche antasteten.“
Nach dem Rücktritt August Jägers im Oktober 1934 vom Amt des Rechtswalters der Deutschen Evangelischen Kirche (DEK) wurde Kinder von Ludwig Müller kommissarisch zum Leiter der Kirchenkanzlei in Berlin ernannt, gab aber seinen Auftrag schon nach wenigen Wochen aufgrund von Differenzen mit dem Reichsbischof zurück.
Zu seinem für September 1935 angekündigten Rücktritt vom Amt des Reichsleiters der Deutschen Christen schrieb die Basler Zeitung am 6. September 1935:
„Der Reichsleiter der Deutschen Christen, Dr. Christian Kinder, wird noch im Laufe dieses Monats von seinem Posten zurücktreten, um sich wieder ausschließlich seinem Beruf als Konsistorialrat in Kiel zu widmen. Von Dr. Kinder, der seinerzeit der Nachfolger des radikalen und streitbaren Bischofs Hossenfelder war, ist zu sagen, daß er sich unbeschadet aller Gegensätze als Persönlichkeit auch in weiten Kreisen der Bekenntniskirche großer Achtung erfreut. Sein Verdienst war es, die Deutschen Christen wieder einen maßvollen Kurs gesteuert zu haben. Als sein Nachfolger kommt sein bisheriger Stellvertreter, ein württembergischer Studienrat Rehm, in Frage.“
Seit 1936 war Kinder (in den ersten beiden Jahren zunächst kommissarisch) der Präsident des Landeskirchenamts in Kiel.
Nach Auflösung des Landeskirchenausschusses wurde Kinder im März 1937 vom Reichskirchenministerium mit der vorläufigen Führung der kirchlichen Leitungsgeschäfte in Schleswig-Holstein beauftragt. Gegen Jahresende wurden die Kirchenwahlen auf unbestimmte Zeit verschoben, gleichzeitig wurde Kinder ordentlicher Gesamtleiter der schleswig-holsteinischen Landeskirche. Der Kirchenhistoriker Klauspeter Reumann schreibt dazu:
„Die unverhüllte Staatskirche zeigte sich in der Form der ‚Einmannkirche‘ eines Juristen. Bei Kinders unveränderter DC-Position hatte das zur Folge, dass dieser nun der Deutschkirche offiziell den Status einer ‚beachtenswerten Minderheit‘ innerhalb der Landeskirche zuerkannte und 1939 die schleswig-holsteinische Kirche schließlich in den Verbund der ‚Nationalkirchlichen Einung Deutsche Christen‘ führte. Diesen Schritt zur staatlich gesetzten, laikalen Kirchenleitung empfanden die kritischen Geistlichen einschneidender als die von den DC beherrschte Kirchenführung von 1933. Beim Neuaufbau der Landeskirche 1945 gründeten Siemonsen und Halfmann ihre Feststellung der Illegalität nicht auf die ‚Braune Synode‘ von 1933, sondern auf die kirchenleitende staatliche Beauftragung des Kirchenamtspräsidenten von 1937.“
Am 4. April 1939 unterzeichnete Kinder namens der Landeskirche die „Godesberger Erklärung“ vom 26. März, in der es hieß:

„Indem der Nationalsozialismus jeden politischen Machtanspruch der Kirchen bekämpft und die dem deutschen Volke artgemäße nationalsozialistische Weltanschauung verbindlich macht, führt er das Werk Martin Luthers nach der weltanschaulich-politischen Seite fort und verhilft uns dadurch in religiöser Hinsicht wieder zu einem wahren Verständnis des christlichen Glaubens... (Der NS) ist die Vollendung des Werkes, das der deutsche Reformator … begonnen hat... Der christliche Glaube ist der unüberbrückbare Gegensatz zum Judentum.“

Im gleichen Jahr wurde er Mitbegründer des Institutes zur Erforschung und Beseitigung des jüdischen Einflusses auf das deutsche kirchliche Leben.
Am 17. Dezember 1941 unterschrieb er als einer von sieben nationalkirchlichen Kirchenführern eine Erklärung, die die Aufhebung jeglicher Gemeinschaft mit Judenchristen in ihren evangelischen Landeskirchen forderte:
„Eine deutsche Evangelische Kirche hat das religiöse Leben deutscher Volksgenossen zu pflegen und zu fördern. Rassejüdische Christen haben in ihr keinen Raum und kein Recht.“
Mit Rundschreiben vom 22. Dezember 1941 milderte die Kirchenkanzlei der DEK diese radikale Haltung ein wenig:
„Wir bitten … die obersten Behörden, geeignete Vorkehrungen zu treffen, daß die getauften Nichtarier dem kirchlichen Leben der deutschen Gemeinde fernbleiben. Die getauften Nichtarier werden selbst Mittel und Wege suchen müssen, sich Einrichtungen zu schaffen, die ihrer gesonderten gottesdienstlichen und seelsorgerlichen Betreuung dienen können. …“
Der Geistliche Vertrauensrat der DEK präzisierte diese Haltung nach einer kritischen Intervention von Landesbischof Theophil Wurm am 20. Mai 1942 dahingehend:
„Ein Ausschluß oder gar eine ‚Ausstoßung‘ ist in dem Rundschreiben nicht gefordert. Eine Verweisung aus der Una Sancta (d. h. der geglaubten einen heiligen Kirche) liegt ohnehin nicht in Menschenhand. In dieser Richtung kann auch das Rundschreiben unmöglich mißverstanden werden. Aber auch eine Ausscheidung aus der irdisch-rechtlich verfaßten Kirche ist nicht gefordert. Es ist lediglich davon die Rede, daß die Judensternträger dem kirchlichen Leben der deutschen Gemeinde fernbleiben und eine eigene kirchliche Betreuung finden sollen, um deren Ermöglichung sich die Kirchenkanzlei mit bemühen will. …“
Kinder fand daraufhin für die Evangelisch-Lutherische Landeskirche Schleswig-Holstein eine „Sonderregelung“, wie ihm Pastor Walter Auerbach später bestätigte:
„Als auf Druck von oben einige evangelische Landeskirchen die Christen unter den Juden, die verpflichtet waren einen Stern zu tragen, von ihrer kirchlichen Gemeinschaft trennten, hat die Schleswig-Holsteinische Landeskirche ein Gesetz bzw. eine Verordnung im obigen Sinne nicht erlassen wollen. Damals suchte mich der derzeitige Präsident des Landeskirchenamtes Dr. Kinder persönlich auf, um mich zu bitten, die Seelsorge an dem genannten Personenkreis für Schleswig-Holstein zu übernehmen. Da ich der Rasse nach Volljude bin, in Mischehe lebe, entsprach ich der Bitte und begrüßte es, wieder ein kirchliches Amt zu haben und somit auch die Annahme des mir durch ministeriellen Erlaß zustehenden Gehalts auch nach außen hin gerechtfertigt zu sehen.“
Auch der spätere Bischof Wilhelm Halfmann sprach nach dem Krieg anerkennend über die besonderen Regelungen, die Kinder gefunden hatte:
„Sie haben in der Frage der Behandlung nichtarischer Mitglieder der evangelischen Kirche die radikal deutsch-christliche Lösung vermieden und für Schleswig-Holstein eine Sonderregelung getroffen, die auch die Billigung der Bekennenden Kirche in Schleswig-Holstein fand. Sie haben ihren Einfluss bei Partei und Polizei eingesetzt, um Geistliche der Landeskirche vor Nachstellungen zu schützen. Sie haben bei der Frage der Eidesleistung der Geistlichen im Jahre 1938 nach vorherigen Verhandlungen mit Vertretern der Bekennenden Kirche eine Form der Eidesleistung gefunden, die den Geistlichen die Ableistung des Eides ermöglichte, so dass auch die der Bekennenden Kirche angehörigen Geistlichen den Eid abgelegt haben. Darüber hinaus mag es von Wert sein, wenn ich zum Ausdruck bringe, dass wir trotz des in unseren Personen vorhandenen Gegensatzes immer als christliche Menschen und in angenehm menschlichen Formen miteinander verkehrt haben.“

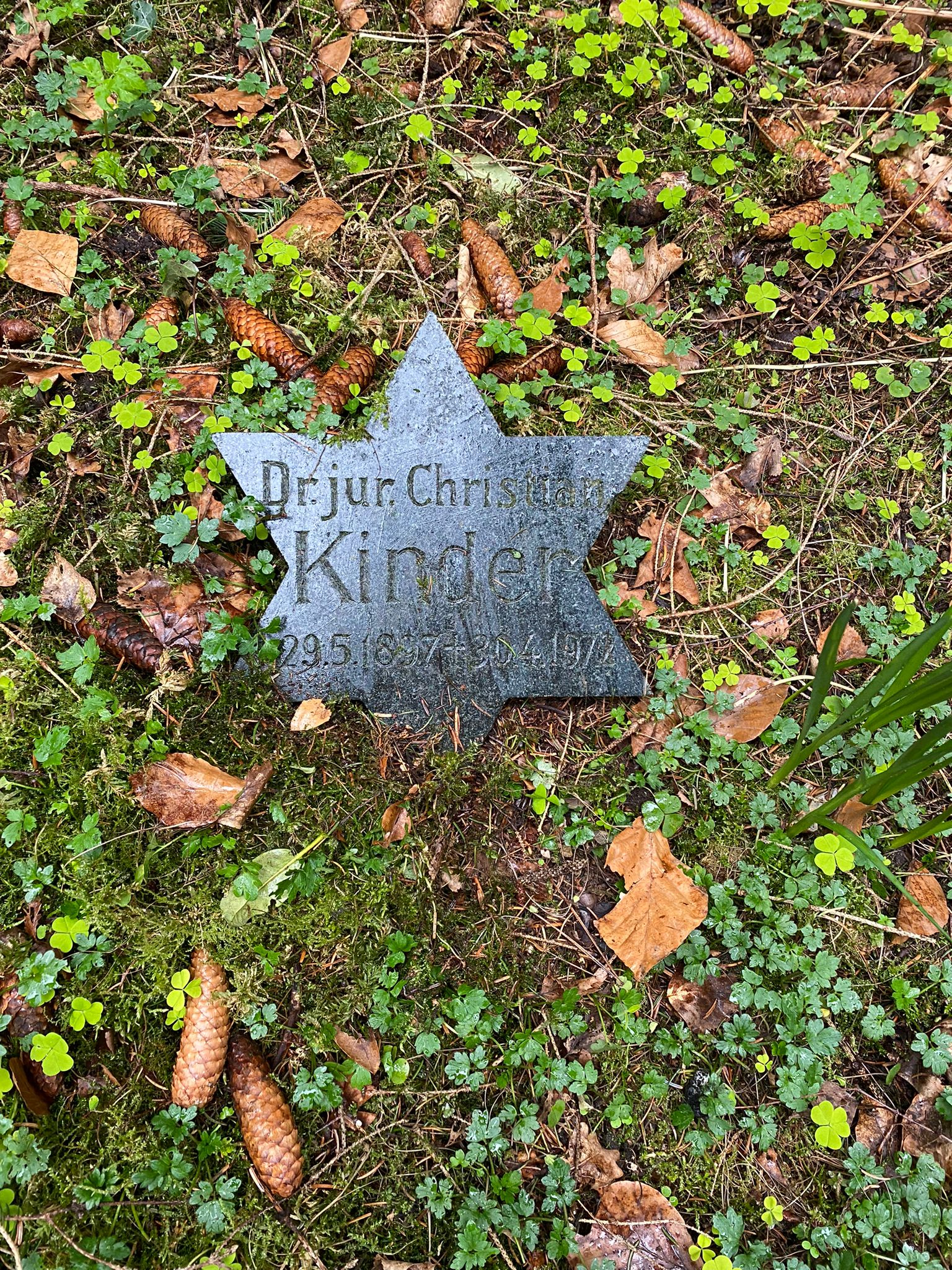
Kissenstein auf dem Friedhof Ohlsdorf

Dieser „Persilschein“ wird heute eher kritisch gesehen.
Im Jahre 1943 wurde Kinder nach der Entlassung aus der Wehrmacht, in der er von 1939 bis 1943 gedient hatte, Kurator der Kieler Universität. Als Präsident des Landeskirchenamtes war er bereits ständiger Vertreter des vorherigen Amtsinhabers gewesen. Sein Nachfolger als Präsident des Landeskirchenamtes wurde Herbert Bührke.
Seit 1945 war Kinder als Kaufmann tätig. In seinen Erinnerungen, die er im Jahre 1964 herausgab, bestritt er, als Leiter der Deutschen Christen jemals das Christentum und die Ideologie des „Nationalsozialismus“ miteinander in Verbindung gebracht zu haben.
Christian Kinder ruht in der Familiengrabstätte Dralle auf dem Friedhof Ohlsdorf. Sie liegt südlich von Kapelle 7 im Planquadrat AC 21.

## Werke
- Die Gründe für die Entstehung und Aufhebung der Leibeigenschaft in dem ehemaligen Amte Plön. Plön 1923; zugl. Kiel, Rechts- und staatswissenschaftliche Dissertation 1923
- Volk vor Gott: Mein Dienst an der deutschen evangelischen Kirche. Hamburg: Hanseatische Verlagsanstalt 1935
- Männer der Nordmark an der Bzura. Berlin: E.S. Mittler & Sohn 1941[23]
- Neue Beiträge zur Geschichte der evangelischen Kirche in Schleswig-Holstein und im Reich 1924–1945. Flensburg: Karfeld 1964 (19662; 19683)